# آلة البيع الذاتي

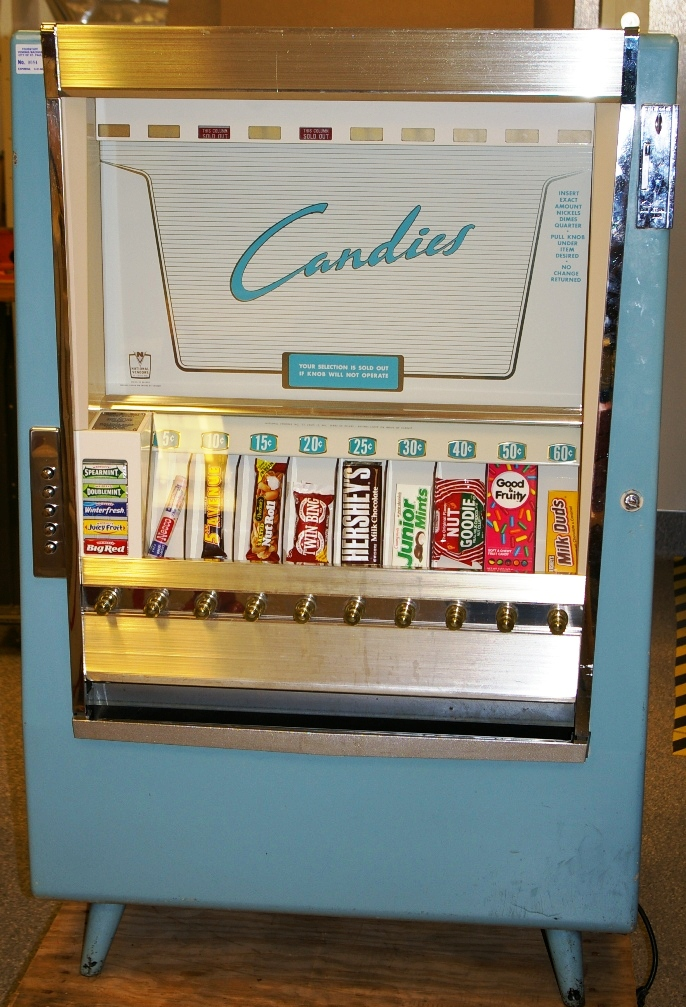
آلة بيع مصممة من عام 1956.

آلة البيع الذاتي أو الموانة (بالإنجليزية: Vending Machine)‏ وهي بيع بدون وجود بائع بشري، بل يضع المشتري النقود في المنفذ المخصص لها ثم الضغط على المنتج الذي يراد شرائه ليخرج له فورا من منفذ البضائع.

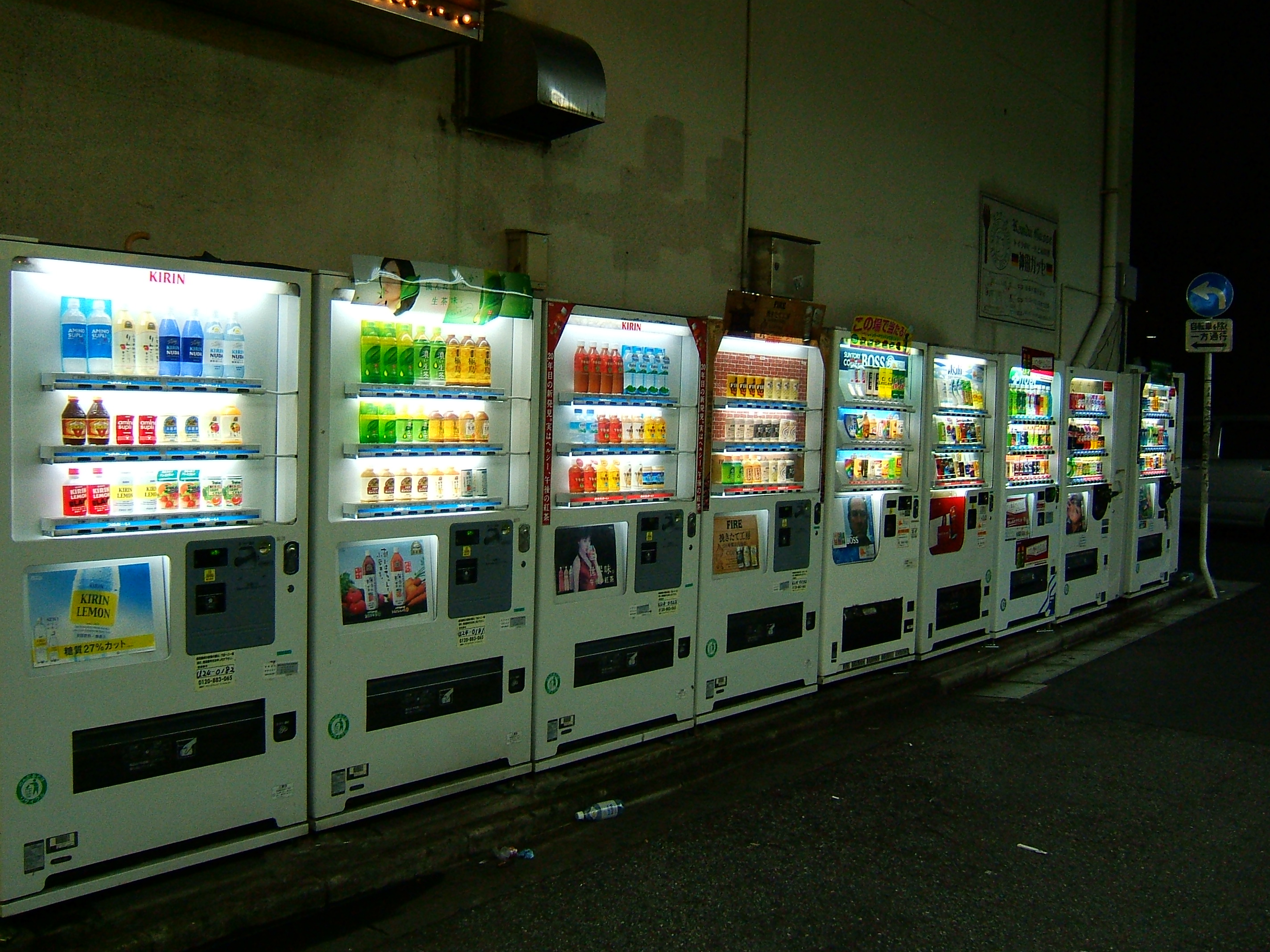
تظهر في الهزيع الاخير من الليل مجموعة من آلالات بيع المشروبات في مدينة طوكيو.

## معرض صور

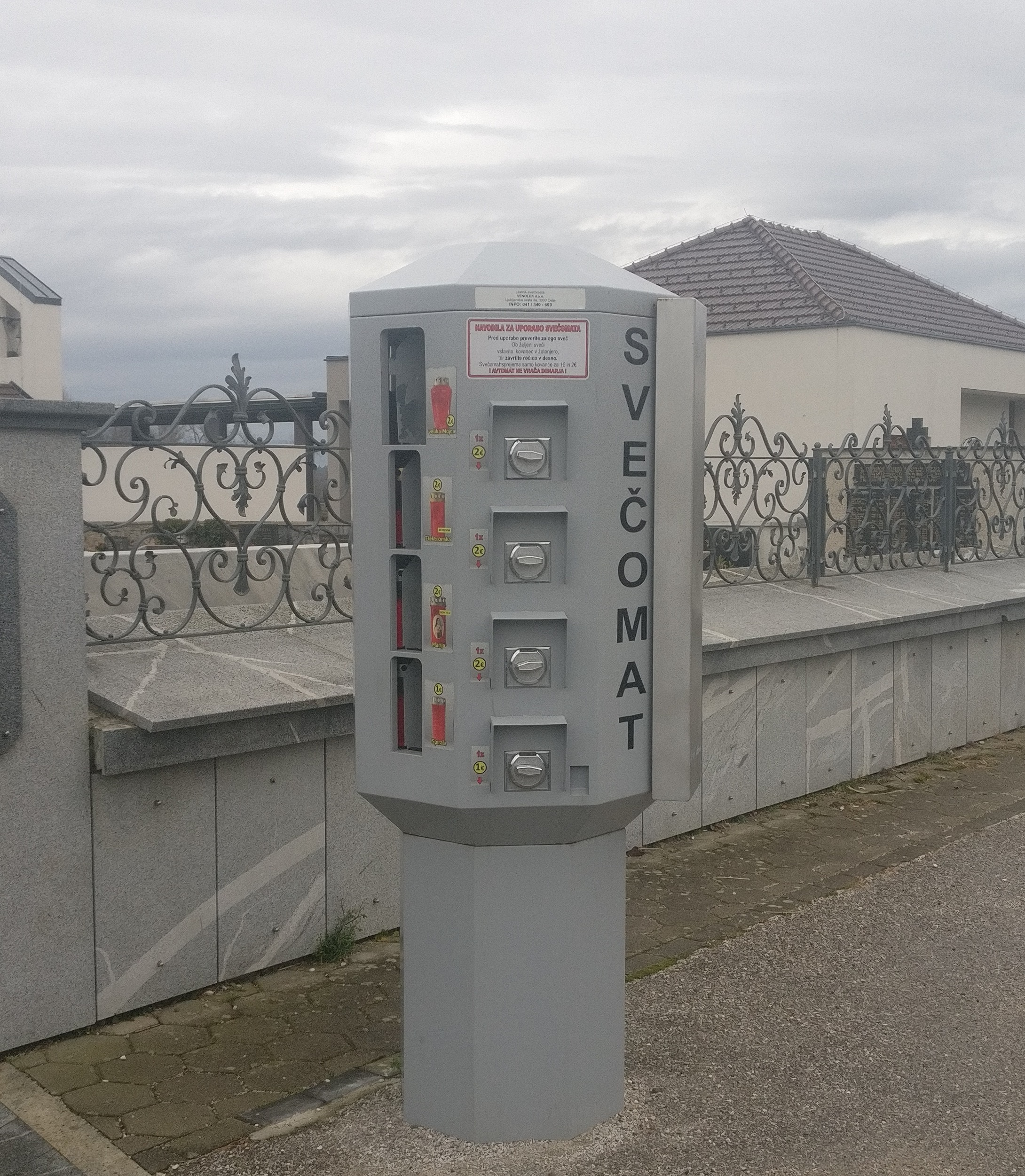
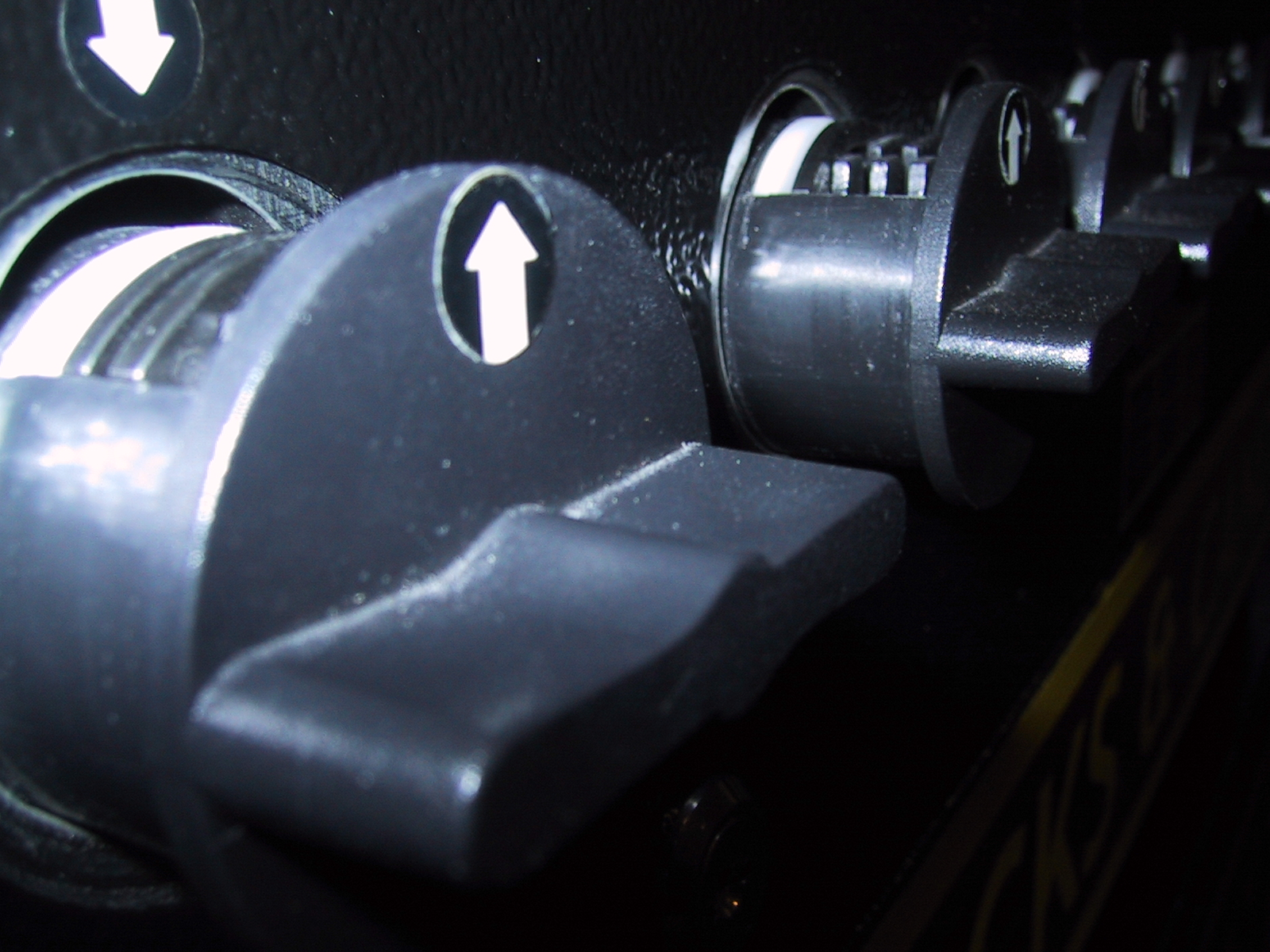
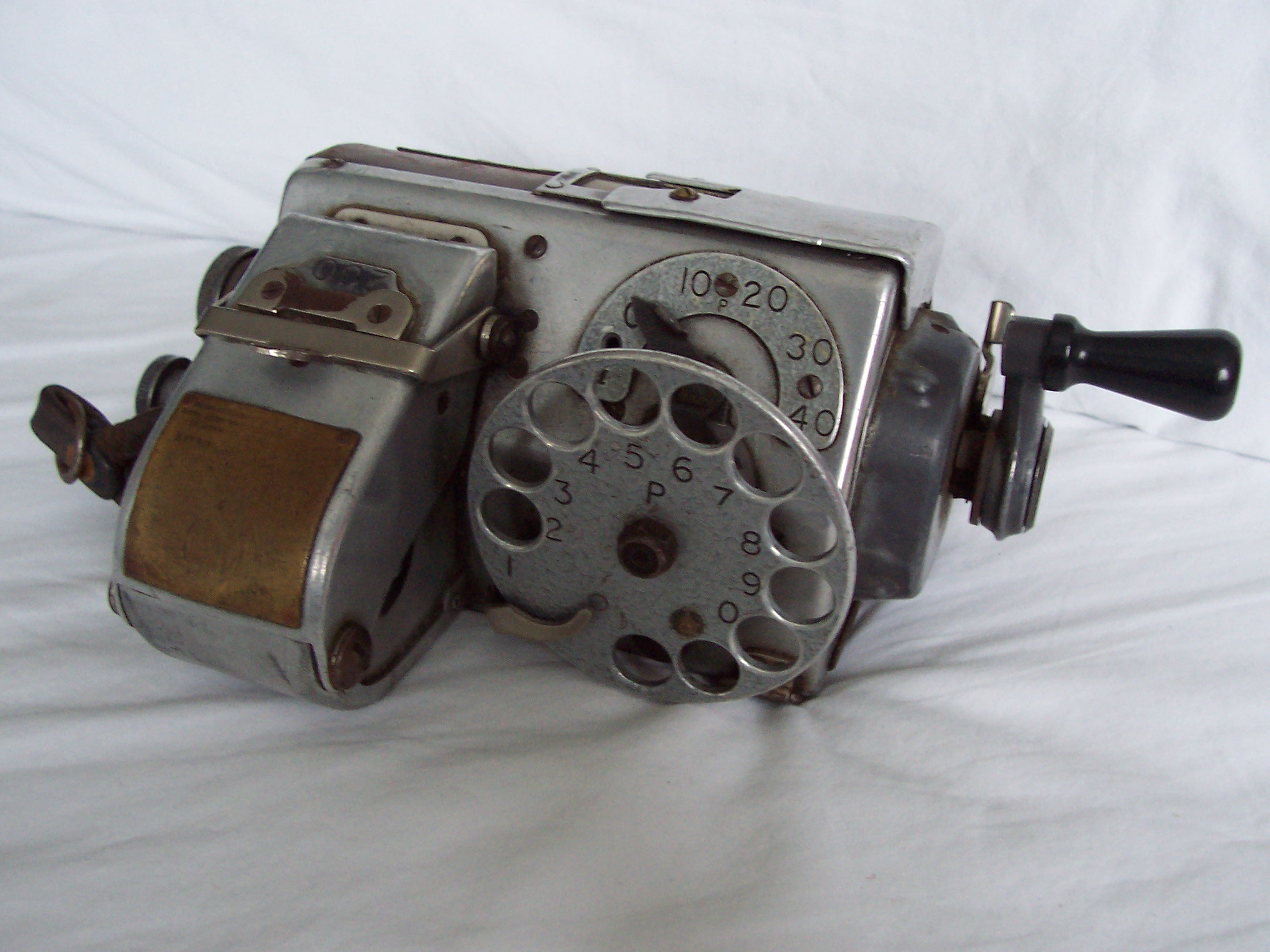
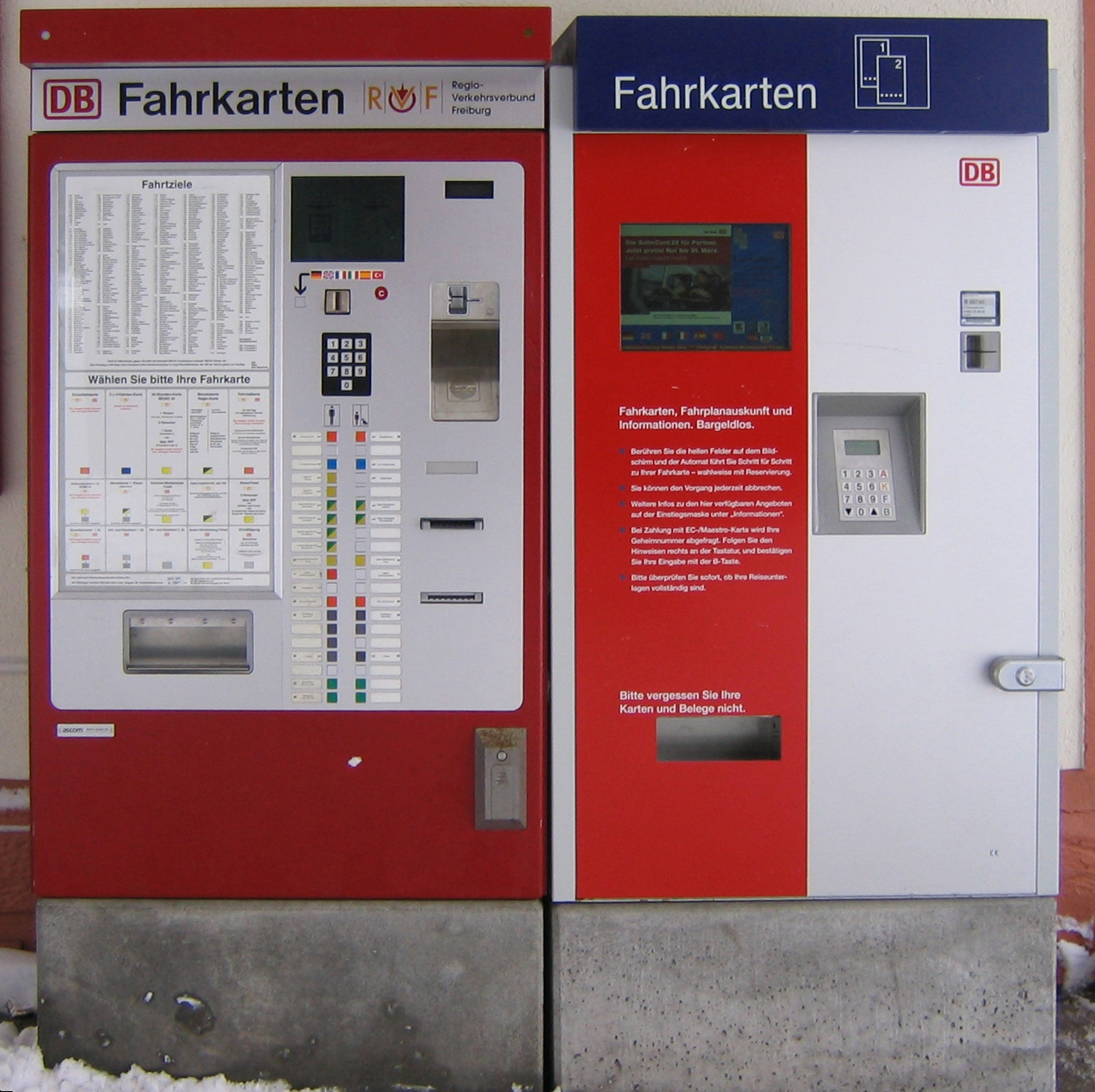